# Henri Verneuil
Henri Verneuil (Rodosto, 15 de Outubro de 1920 — Bagnolet, 11 de Janeiro de 2002) foi um cineasta francês de origem armênia, nascido na Turquia.
Nascido Achod Malakian, filho de pais armênios, emigrou  para a França com sua família  em 1924, aos quatro anos de idade. Sua infância foi revisitada em seus dois últimos filmes: Mayrig ("Mamãe" em armênio) e 588 Rue Paradis.

## Biografia
Em dezembro de 1924,  os Malakian desembarcam no cais de la Joliette, em  Marselha, juntamente com muitos outros refugiados sobreviventes do genocídio armênio, perpetrado pelo governo dos Jovens Turcos do Império Otomano.
Depois de se formar em engenharia pela École Nationale Supérieure d'Arts et Métiers (Arts et Métiers ParisTech), em Aix-en-Provence (1943), o jovem Achod ainda irá trabalhar como jornalista na revista Horizon, em 1944, antes de finalmente iniciar sua carreira no cinema.
Em 1947 convence o ator Fernandel, já então famoso, a participar de um documentário sobre Marselha (cidade natal do ator). Trata-se de  Escale au soleil, o primeiro filme do jovem Verneuil.
Em 1949, consegue emprego em Paris, como assistente de direção. Paralelamente, realiza vários filme de curta metragem. La Table aux crevés, de  1951, também estrelado por Fernandel, será seu primeiro longa metragem. Muitos outros se seguiram, estrelados por grandes estrelas do cinema, incluindo  Jean Gabin, Alain Delon, Lino Ventura (todos os três reunidos em Le clan des siciliens, filme de 1969, dirigido por Verneuil), Jean-Paul Belmondo (Le Corps de mon ennemi em 1976 e outros filmes), Omar Sharif, Claudia Cardinale e Michèle Morgan.
Em 1991, Verneuil realiza Mayrig, com Omar Sharif e Claudia Cardinale, baseado no romance em que narra a saga de sua família. Lançado em  1985, alguns anos após a morte de sua mãe, o livro foi traduzido em 37 línguas. Em 1992, Verneuil realiza a continuação de Mayrig - 588, rue Paradis, que encerrou a carreira do cineasta.
Em 1996, recebeu o César pelo conjunto de sua obra. No mesmo ano é lançado o documentário Henri Verneuil 50 ans de cinéma.
Hanri Verenuil faleceu em 11 de janeiro de 2002, em uma clínica de Bagnolet, na periferia de Paris, aos 81 anos. As cerimônias fúnebres foram realizadas na Catedral Armênia de Saint-Jean-Baptiste em Paris, com a presença de Alain Delon, Charles Aznavour, Pierre Cardin, Gérard Oury, Pierre Schoendoerffer, Claudia Cardinale, entre outras personalidades. Foi sepultado no cemitério de Saint-Pierre, em Marselha.

## Filmografia
- Pipe chien (1950)
- On demande un bandit (1950)
- Maldonne (1950)
- La Légende de Terre-Blanche (1950)
- L'Art d'être courtier (1950)
- La Table-aux-Crevés (1995)
- Le Fruit défendu (1952)
- Brelan d'As (1952)
- Le Boulanger de Valorgue / (O padeiro de Valorgue)  (1953)
- Carnaval (1953)
- L'Ennemi Public n°1 /  (O inimigo público nº 1)  (1953)
- Le Mouton à Cinq Pattes /  (Os cinco gémeos)  (1954)
- Les Amants du Tage /  (Os amantes do Tejo)  (1955)
- Des gens sans importance (1955)
- Paris, Palace Hôtel /  (Paris - Palace Hotel)  (1956)
- Une manche et la belle /  (A mulher que comprou o amor)  (1957)
- Sois belle et tais-toi (1958)
- Maxime /  (Maxime)  (1958)
- Le Grand chef /  (O grande chefe)  (1959)
- La Vache et le prisonnier /  (A vaca e o prisioneiro)  (1959)
- L'Affaire d'une nuit (1960)
- La Française et l'amour (1960)
- Le Président /  (O presidente)  (1961)
- Les lions son lâchés (1961)
- Un singe en hiver /  (Um macaco no inverno)  (1962)
- Mélodie en sous-sol / O assalto ao casino)  (1963)
- Cent mille dollars au soleil /  (Cem mil dólares ao sol)  (1964)
- Week-end à Zuycoote (1964)
- La Vingt-cinquième heure / (A 25ª hora)  (1967)
- La Bataille de San Sebastian /  (Os canhões de San Sebastian)  (1968)
- Le Clan des Siciliens / br:(Os Sicilianos) pt:(O clã dos sicilianos)  (1969)
- Le Casse  /  br:(Os Ladrões) pt:(O golpe)  (1971)
- Le serpent (1973)
- Peur sur la ville /  Medo sobre a cidade)  (1975)
- Le Corps de mon ennemi br:(Ânsia de Vingança) pt: (O corpo do meu inimigo)  (1976)
- I comme Icare (1979)
- Mille milliards de dollars /  (O poder do dinheiro)  (1982)
- Les Morfalous / br:(Os Abutres) pt:(Os destemidos)  (1984)
- Mayrig (1992)
- 588 rue Paradis (Rua Paraíso) (1993)